# Tadotsu (Kagawa)
Tadotsu (多度津町 Tadotsu-chō?) es un pueblo localizado en la prefectura de Kagawa, Japón. En octubre de 2019 tenía una población estimada de 22.997 habitantes y una densidad de población de 943 personas por km². Su área total es de 24,39 km².

## Geografía

### Localidades circundantes
- Prefectura de Kagawa
  - Marugame
  - Mitoyo
  - Zentsūji

## Demografía
Según los datos del censo japonés, esta es la población de Tadotsu en los últimos años.
| 1995   | 2000   | 2005   | 2010   | 2015   |
| ------ | ------ | ------ | ------ | ------ |
| 23.749 | 23.657 | 23.613 | 23.498 | 23.366 |

## Relaciones internacionales

### Ciudades hermanadas
- Shanghái, China – desde el 19 de noviembre de 2001